# Administory. Zeitschrift für Verwaltungsgeschichte
Administory. Journal for the History of Public Administration/Zeitschrift für Verwaltungsgeschichte ist eine Open-Access-Zeitschrift für Verwaltungsgeschichte, die seit 2016 mit einer Ausgabe jährlich in deutscher und englischer Sprache erscheint. Die Zeitschrift hat eine internationale Ausrichtung. Sie umfasst Aufsätze und Rezensionen.
Herausgeber sind das Institut für Österreichische Geschichtsforschung, das Schweizerische Bundesarchiv in Kooperation mit dem Max-Planck-Institut für Rechtsgeschichte und Rechtstheorie.

## Weblink
- Offizielle Webpräsenz